# Cam Cốc
Cam Cốc (chữ Hán phồn thể: 甘谷縣, chữ Hán giản thể: 甘谷县) là một huyện thuộc địa cấp thị Thiên Thủy, tỉnh Cam Túc, Cộng hòa Nhân dân Trung Hoa. Huyện này có diện tích 1572 km², dân số năm 2004 là 600.000 người. Huyện lỵ đóng ở trấn Đại Tương Sơn. Mã số bưu chính là 741200. Huyện này là quận Hán Dương Lương Châu thời nhà Hán. Về mặt hành chính, huyện này được chia thành 3 trấn, 17 hương.
- Trấn: Thành Quan, Tân Hưng, Bàn An.
- Hương: Lục Phong, Vị Dương, Thập Lý Phô, Kim Sơn, Bát Lý Loan, Tây Bình, Đại Trang, An Viễn, Đại Thạch, Lễ Tân, Khang Gia Than, Tạ Gia Loan, Kim Xuyên, Vũ Gia Hà, Cổ Pha, Tự Gia Loan, Kim Bình.